# Robert Hart
Robert Adrian de Jauralde Hart (1. april 1913 - 7. marts 2000) var en engelsk gartner, der banede vej for skovhavedyrkning i tempererede klimaer. Han etablerede en skovhave på en 0,12 ha stor frugthave på sit eget landbrug i 1980'erne. Han var inspireret af en artikel af James Sholto Douglas, som igen var inspireret af Toyohiko Kagawas arbejde.